# The Adolescents
The Adolescents é uma banda estadunidense de punk rock formada na cidade de Fullerton, Califórnia. O grupo influenciou grandes bandas do punk rock atual, incluindo Bad Religion, Face to Face, Good Riddance, The Offspring, Pennywise, The Vandals e NOFX. O baixista fundador Steve Soto falecido em junho de  2018 era o único membro original que ainda estava na banda.

## Discografia

### Álbuns de estúdio
| Ano  | Título                |
| ---- | --------------------- |
| 1981 | Adolescents           |
| 1987 | Brats in Battalions   |
| 1988 | Balboa Fun*Zone       |
| 2005 | OC Confidential       |
| 2011 | The Fastest Kid Alive |
| 2013 | Presumed Insolent     |
| 2014 | La Vendetta...        |
| 2016 | Manifest Density      |
| 2018 | Cropduster            |

### Ao vivo
| Ano  | Título                                                     |
| ---- | ---------------------------------------------------------- |
| 1989 | Live 1981 & 1986                                           |
| 1997 | Return to the Black Hole                                   |
| 2004 | Live at the House of Blues 10/3/03 (The Show Must Go Off!) |

### Coletâneas
| Ano  | Título                       |
| ---- | ---------------------------- |
| 2005 | The Complete Demos 1980-1986 |